# کاکایی دومینیکن
کاکایی دومینیکن (نام علمی: Larus dominicanus) نام یک گونه از سرده کاکایی است.